# Wilhelm V z Montferratu
Wilhelm V (ur. ok. 1115, zm. 1191) - markiz Montferratu od około 1136 roku.
Był synem Raniera I i jego żony Gizeli, córki Wilhelma I, hrabiego Burgundii. Brał udział w II krucjacie razem ze swoim przyrodnim bratem - Amadeuszem Sabaudzkim (który zmarł podczas kampanii), siostrzeńcem - królem Ludwikiem VII Młodym, zięciem - hrabią Guido z Biandrate oraz z niemieckimi i austriackimi kuzynami swojej żony.

## Małżeństwo
28 marca 1133 roku poślubił Judytę, córkę Leopolda III Świętego, margrabiego Austrii, i Agnieszki von Waiblingen. Judyta w chwili ślubu miała prawdopodobnie 15 lat i żadne z dzieci pary nie urodziło się przed 1140. Z tego małżeństwa pochodzili:
- Wilhelm (zm. 1177), hrabia Jafy i Aszkelonu,
- Konrad, król Jerozolimy,
- Bonifacy, markiz Montferratu,
- Fryderyk, biskup Alby,
- Rajnier, mąż Marii Komneny, córki cesarza Manuela I Komnena,
- Agnieszka, zakonnica w Santa Maria di Rocca delle Donne,
- Adelajda (zm. 1232), żona Manfreda II, markiza Saluzzo,
- nieznana z imienia córka, żona Alberta, markiza Malaspiny.

## Odniesienia w kulturze
Wihelim V pojawił się w grze ''Assassin’s Creed''.